# Enoplia
Enoplia – podgromada nicieni. Narządy naboczne są kieszonkowate, wydłużone lub zastąpione drobnym otworem. Gruczoly ogonowe występują lub ich brak. Gardziel tych organizmów jest walcowate, niekiedy długa, zwykle podzielona na część przednią mięsistą i tylną gruczołowatą. Przybrzuszne gruczoły gardzieli znajdują ujście często na wierzchołkach zębów lub w pobliżu przedniego końca gardzieli. Są to nicienie wolnożyjące i pasożyty.
Podgromada obejmuje następujące rzędy:
- Dorylaimida
- Enoplida
- Mermithida
- Mononchida
- Trichocephalida
- Triplonchida